# کواله
کواله (به لاتین: Kwale) یک شهرک در کنیا است که در شهرستان کوالی واقع شده‌است. کواله ۴۸۸۳ نفر جمعیت دارد.